# Торговые ряды (Кобрин)
Торговые ряды — историческое здание (комплекс зданий) XIX века в Кобрине, памятник архитектуры в составе исторического центра города (номер 112Е000383). Расположено в центре площади Свободы, адрес: улица Ленина, 6.

## История
Первоначальные постройки торговых рядов на тогдашней Базарной площади относятся к XVII веку. Сохранившиеся каменные строения, включавшие торговые ряды и гостиный двор, возведены в середине XIX века. Во время захвата города немецкими войсками в 1915 году торговые ряды сгорели. В 1920-е годы были восстановлены, вновь для торговли, с частичной перестройкой. После Великой Отечественной войны в здании разместилась швейная фабрика. В 1961 году было пристроено новое трёхэтажное здание швейной фабрики, занявшее территорию бывшего рынка и закрывшее южную сторону бывших торговых рядов.

## Архитектура
Сохранившееся здание одноэтажное, в плане имеет П-образную форму, оно обрамляет хозяйственный двор. К нему примыкает входящая в комплекс двухэтажная гостиница. Из фасадов комплекса сохранились северный, восточный и частично западный. В западной и восточной части фасада сохранились два ризалита, в которых — неглубокие ниши с треугольными фронтонами, отмечающие существовавшие места въезда на хозяйственный двор. Углы здания укреплены контрфорсами.